# Book Depository
Book Depository (précédemment The Book Depository) est un site britannique de vente de livres en ligne ayant existé de 2004 à 2023.

## Histoire
La société est fondée en 2004 par Andrew Crawford et Stuart Felton, l'actuel directeur d'exploitation ; sa devise est de rendre « Tous les livres disponibles, pour tous ».
Le magasin est créé par un ancien employé d'Amazon. Le 4 juillet 2011, Amazon conclut un accord et achète The Book Depository, sans que le montant de la transaction ait été révélé. Le 8 février 2012, la propriété intellectuelle de la société est vendue à une autre société du groupe Amazon pour un montant de 15,7 millions de livres sterling.
Le site de commerce propose un large catalogue de références et offre les frais de ports dans plus de 160 pays. En plus de la vente de livres et d'eBooks, le site offre un large choix de livres entrés dans le domaine public et disponibles en téléchargement gratuit.
La société ferme le 26 avril 2023, après une annonce d'Amazon le 5 avril 2023 et faisant partie d'un plan massif de réductions d'effectifs y compris dans les entreprises acquises.

## Autres activités
The Book Depository s'implique dans des activités dérivées, dont :
- 2007-2010 : La société possède l'éditeur Dodo Press qui réédite jusqu'à 200 classiques littéraires chaque semaine[7],[8].
- 2007-2015 : un projet d'auto-publication appelé Espressio, permettant aux utilisateurs d'imprimer leurs ouvrages personnels[9].
- The Book Depository possède un partenariat à hauteur de 99,7 % avec l'entreprise égyptienne ElKotob.com[4].
- BibDib, une banque de données open source des œuvres du domaine public.

## Récompenses
En 2007, le site gagne deux UK Startup Awards (en) qui récompense les jeunes entreprises. En 2008, le site est classé 5e dans le Sunday Times Fast Track 100 (en) qui classe les entreprises se développant le plus rapidement sur une période de 3 ans.